# آلاگزنه‌ای‌های خنبی
آلاگزنه‌ای‌های خُنبی (نام علمی: Cymbilaimus) نام یک سرده از تیره مورچه‌مرغ است.
خنب یا خم به معنی ظرف توخالی است.